# Drago Zalar
Drago Zalar, slovenski pravnik, diplomat in gospodarstvenik, * 9. september 1909, Borovnica, † 16. junij 2000, New York.

## Življenje in delo
Zalar je leta 1936 diplomiral na ljubljanski PF in 1938 doktoriral iz mednarodnega prava in ekonomije v Parizu ter vstopil v jugoslovansko diplomatsko službo in se kot tajnik državne delegacije udeležil več mednarodnih konferenc; med drugim je bil tajnik jugoslovanske gospodarske delegacije v Sovjetski zvezi. Leta 1941 se je po okupaciji domovine vrnil v Slovenijo in nato odšel v Rim, kjer je delal pri jugoslovanskem poslaništvu v Vatikanu. Tu se je največ ukvarjal  z organizirnjem pomoči internirancem in zavezniškim vojakom pobeglim iz taborišč. Sodeloval je z mednarodnim Rdečim križem pa tudi z britansko obveščevalno službo. Po koncu vojne je bil v poslaništvih v Parizu in Bernu. Leta 1946 je iztopil iz diplomatske službe in se 1952 odselil v ZDA, kjer je bil 10 let zaposlen v Kongresni knjižnici v Washingtonu kot strokovnjak za komunistične države; nato pa je do upokojitve 1983 delal pri Nacionalni znanstveni fundaciji, kjer je skrbel za sodelovanje in izvajanje načrta znanstvene pomoči raznim državam, med drugim je pomagal tudi pri razvoju Instituta Jožef Stefan v Ljubljani.